# Grand Theft Auto: Vice City
Grand Theft Auto: Vice City is een actie-computerspel uit de Grand Theft Auto-reeks, ontwikkeld door Rockstar North en uitgegeven door Rockstar Games. Het spel verscheen op 22 oktober 2002 in Amerika voor de PlayStation 2 en kwam op 8 november 2002 uit in Europa. Daarna verscheen GTA: Vice City op 11 april 2003 in Amerika voor de Xbox en op 2 januari 2004 volgde Europa. Op 12 mei 2003 kwam het spel in Amerika voor de PC beschikbaar en op 15 mei 2003 in Europa.
Het spel speelt zich af in 1986 in het fictieve Vice City (gebaseerd op de Amerikaanse stad Miami) en draait om maffialid Tommy Vercetti. Later is het spel in de top 5 van 'De best verkochte PlayStation 2-games aller tijden' gekomen, op de eerste plaats.

## Geschiedenis
GTA: Vice City is het tweede spel uit de Grand Theft Auto III-serie (en het zesde in de GTA-reeks (uitbreidingen meegerekend). In 2001 kwam Rockstar North met Grand Theft Auto III dat zich afspeelde in Liberty City anno 2001. In 2002 kwam het tweede spel Grand Theft Auto Vice City uit dat zich afspeelde in Vice City anno 1986. In 2004 breidde Rockstar North de serie verder uit met Grand Theft Auto: San Andreas dat zich afspeelt in San Andreas in 1992-1993. Deze drie spellen worden ook wel gezien als een trilogie.

## Setting
Het spel speelt zich af in Vice City, een stad gebaseerd op Miami in Florida. Het verhaal speelt zich af in het jaartal 1986, dus nog voor de verhaallijn van GTA III. Vice City is een eiland dat wordt gekenmerkt door zijn grote goudgele stranden, vele palmbomen en een typische jaren tachtig sfeer. Ook zijn er bekende en bestaande nummers uit de jaren 80 te beluisteren via willekeurige radiozenders, zoals Flash FM en V-Rock.

### Verhaal
De speler neemt de rol van Tommy Vercetti op zich, die 15 jaar in de gevangenis van Liberty City heeft gezeten, maar niets heeft losgelaten over de maffiafamilie Forelli. Nu Tommy weer op vrije voeten komt, vraagt zijn oude baas Sonny zich af of hij Tommy wel in de hand kan houden. Om het zekere voor het onzekere te nemen stuurt hij hem naar Vice City om een drugsdeal te sluiten. Deze deal wordt verraden, maar Tommy is een van de drie die het overleven. Met de hulp van Ken Rosenberg, een neurotische advocaat met een drugsverslaving, en Lance Vance, een gladde dealer die zojuist zijn broer heeft verloren, gaat Tommy op zoek naar degene die hun erin heeft geluisd, om aan de woede van Sonny te ontsnappen en om wraak te nemen.
Als Tommy via Colonel Cortez de grootste drugsbaron van de stad ontmoet, Ricardo Diaz genaamd, komen Lance en Tommy erachter dat Diaz verantwoordelijk was voor de aanval op hun drugsdeal. Lance ontdekt ook dat hij zijn broer Victor Vance heeft laten ombrengen en wil Diaz vermoorden. Dit gaat echter fout en hij wordt ontvoerd. Tommy redt Lance en samen gaan ze naar Diaz. Ze breken in en vermoorden iedereen. Als Diaz dood is, neemt Tommy zijn geld, zijn landhuis, zijn coke en zijn gang over. Hij geeft het geld en de drugs natuurlijk niet terug aan Sonny Forelli, want dankzij hem zat hij 15 jaar in de bak. Tommy koopt een aantal bedrijven over, waaronder de Print Works, waar ze bezig zijn met vals geld te maken voor het moment dat Sonny naar Vice City komt. Maar Lance vindt dat Tommy hem niet goed behandelt, en als Sonny langskomt, sluit hij zich bij de Forelli-familie aan. Tommy staat er nu alleen voor. De Forelli's proberen bij de kluis van Tommy te komen, want daar ligt het echte geld. Maar hij verdedigt het goed en dan komt Lance opdagen. Hij lokt Tommy weg van de kluis naar het dak van zijn landhuis, waar hij Lance vermoordt in een vuurgevecht. Dan gaat Tommy naar beneden en komt Sonny binnen. Tommy vermoordt uiteindelijk ook Sonny Forelli, en Ken Rosenberg komt aanrennen, maar Tommy vertelt hem dat het voorbij is. "There ain't no up north anymore, it's all down south now," zijn zijn woorden vlak voor de aftiteling van het spel.

## Rolverdeling
- Ray Liotta - Tommy Vercetti (stem)
- William Fichtner - Ken Rosenberg (stem)
- Philip Michael Thomas - Lance Vance (stem)
- Tom Sizemore - Sonny Forelli (stem)
- Burt Reynolds - Avery Carrington (stem)
- Danny Dyer - Kent Paul (stem)
- Luis Guzmán - Ricardo Díaz (stem)
- Danny Trejo - Umberto Robina (stem)
- Gary Busey - Phil Cassidy (stem)
- Robert Davi - Kolonel Juan Cortez (stem)
- Fairuza Balk - Mercedes Cortez (stem)
- Jenna Jameson - Candy Suxxx (stem)
- Miss Cleo - Auntie Poulet (stem)
- Dennis Hopper - Steve Scott (stem)
- Kevin McKidd - Jezz Torrent (stem)
- Lee Majors - "Big" Mitch Baker (stem)

### Thema's en inspiratie
Veel thema's zijn gebaseerd op de films Scarface en Carlito's Way, maar ook de bekende televisieserie Miami Vice uit de jaren tachtig is een belangrijke inspiratiebron voor het spel geweest.
In de voertuigen zijn sterk de modellen van bestaande auto's, boten of motoren terug te vinden. Voorbeelden zijn de Lamborghini Countach (Infernus), de Ferrari Testarossa uit Miami Vice (Cheetah), de De Lorean uit Back to the Future (Deluxo), de Corvette (Banshee) en de Porsche 911 Targa (Comet). Sommige straten en gebouwen zoals het Diaz Mansion en de Malibu Club lijken een regelrechte kopie uit Scarface te zijn. In de Malibu Club staan op een podium een brandweerman, een politieagent, een bouwwerker, een soldaat en een motorrijder te dansen. Dit is weer een duidelijke parodie op de Village People. Er is een appartement in de stad met een badkamer die besmeurd is met bloed en waar zich een kettingzaag bevindt. Dit refereert aan de bekende scène uit de Scarfacefilm waar iemand vermoord wordt met een kettingzaag.
Verder zijn er nog vele Easter eggs, parodieën of andere verwijzingen te vinden die refereren aan het echte leven.

## Nieuwe mogelijkheden
Het spel bevat een aantal nieuwe mogelijkheden ten opzichte van zijn voorganger Grand Theft Auto III. Het aantal voertuigen is fors uitgebreid en ook zijn er nieuwe soorten vervoermiddelen bij gekomen zoals motoren en helikopters. Daarnaast is het mogelijk om wedstrijden te doen met verschillende radiografisch bestuurbare modelvoertuigen. Ook nieuw is dat de speler verschillende gebouwen kan betreden en op sommige plekken eten kan kopen. Tevens is het aantal missies en opdrachten toegenomen en kan de speler bedrijven kopen en hier vervolgens opdrachten voor doen.

### Wapens
Het wapensysteem is afgeleid van zijn voorgangers maar is beduidend uitgebreid. Waar GTA III in totaal nog 12 verschillende wapens had heeft GTA: Vice City er in totaal 35 opgedeeld in 10 klassen (die op portabiliteit, vuurkracht of functie worden geclassificeerd). De speler mag slechts één wapen van elke klasse dragen. Elke klasse stelt een reeks wapens voor die elk hun eigen sterke en zwakke punten hebben, zoals het gewicht, de schade en de efficiency. Ook hebben sommige klassen dezelfde munitie zodat de speler bijvoorbeeld een vol magazijn kogels heeft, en wisselt met een ander type wapen uit dezelfde klasse, hij de kogels van het vorige wapen behoudt.
Bij de PlayStation 2 versie van GTA: Vice City zit als enige een extra wapen inbegrepen, het traangas, terwijl er bij de Xbox versie uit het Grand Theft Auto: Double Pack enkele namen zijn gewijzigd. Zo wordt de MP5 gewoon 'MP' genoemd en is het PSG-1 scherpschuttersgeweer hernoemd tot '.308 Sniper'.

## Soundtrack
Liefhebbers van jarentachtigmuziek kwamen goed aan hun trekken in GTA: Vice City. Het spel bevat negen radiostations die allemaal hun eigen genre hebben, waaronder hiphop, rock of popmuziek. Daarnaast zijn veel nummers hits van bekende artiesten, zoals Judas Priest, REO Speedwagon, Toto, Blondie, Iron Maiden, Ozzy Osbourne, INXS, Bryan Adams en Michael Jackson. Naast de muziekstations bevat GTA: Vice City ook twee radiostations met praatprogramma's. Tussen de nummers en programma's door is er een grote hoeveelheid reclame te horen, die veelal betrekking heeft op de gebeurtenissen in het spel.
De soundtrack is ook uitgebracht op cd genaamd de Grand Theft Auto: Vice City Official Soundtrack Box Set. Hierop hebben alle zeven muziekstations hun eigen cd waarop de nummers staan die in de soundtrack te horen zijn.

## Modificaties
Er zijn talloze mods voor GTA: Vice City op internet te vinden, om bijvoorbeeld voertuigen te vervangen voor bestaande exemplaren of nieuwe gebouwen in te voegen, ook is het mogelijk om door middel van een multiplayer-modificatie over het internet te spelen. De modificatie genaamd: Multi Theft Auto: Vice City is gratis van internet te downloaden.

## Opspraak
Het computerspel kwam meermaals in opspraak omwille van zijn gewelddadig karakter. Onder andere een groep Haïtianen spande een rechtszaak aan tegen de maker om de zin: "Kill all the Haitians". Rockstar Games besloot ze in latere uitgaven te verwijderen. Dit zorgde echter voor nog meer media-aandacht en publiciteit voor het spel.
Er volgden rechtszaken waarbij daders het spel als aanleiding tot hun misdaad aangaven. Devin Thompson - toen 17 – stal een politieauto in Fayette, Alabama en reed daarbij meerdere agenten aan. Later verklaarde hij het idee uit GTA: Vice City te hebben gehaald waar je dit eveneens kon doen.

## Trivia
- Het spel is opgenomen in het boek 1001 Video Games You Must Play Before You Die van Tony Mott.